# Kirchenbezirk Adelsheim-Boxberg

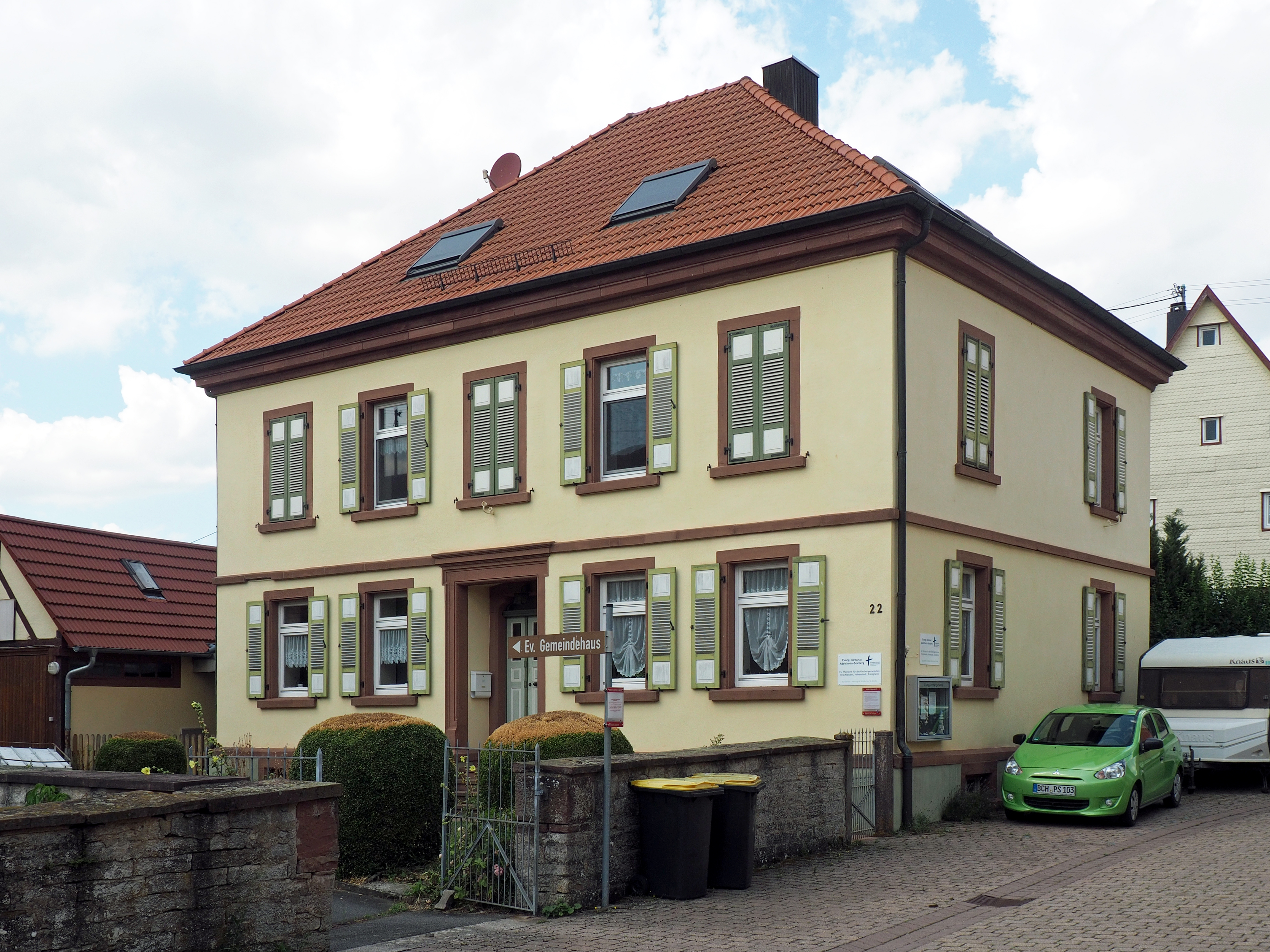
Verwaltungsgebäude des evangelischen Kirchenbezirks Adelsheim-Boxberg in Hirschlanden

Der Evangelische Kirchenbezirk Adelsheim-Boxberg (auch Evangelisches Dekanat Adelsheim-Boxberg) ist einer von 24 Kirchenbezirken bzw. Dekanaten der Evangelischen Landeskirche in Baden. Er gehört zum Kirchenkreis Nordbaden und umfasst 31 Kirchengemeinden mit 16 Pfarrstellen. Der Dekanatssitz befindet sich in Hirschlanden, einem Ortsteil von Rosenberg im Neckar-Odenwald-Kreis in Baden-Württemberg.

## Geographie
Der Kirchenbezirk Adelsheim-Boxberg liegt im Bauland zwischen dem Odenwald, den Flüssen Tauber, Jagst und Neckar und erstreckt sich über größere Teile des Main-Tauber-Kreises und Neckar-Odenwald-Kreises. Daneben tangiert er den Hohenlohekreis und den Landkreis Heilbronn. Er grenzt im Nordosten an den Kirchenbezirk Wertheim und im Südosten an den Kirchenbezirk Mosbach, im Nordwesten an die Evangelisch-Lutherische Kirche in Bayern und im Süden an die Evangelische Landeskirche in Württemberg. Von den 24 Kirchenbezirken in der Badischen Landeskirche ist er nach Wertheim der nördlichste.

## Geschichte
Der Evangelische Kirchenbezirk Adelsheim-Boxberg entstand im Jahr 2000 durch die Fusion der bisherigen Dekanate Adelsheim und Boxberg. Beide waren im Rahmen der Neugliederung des evangelischen Kirchenwesens im Großherzogtum Baden 1810 als zwei von zunächst 35 Dekanaten gegründet worden.
In den Kirchenbezirken waren Gebiete zusammengefasst, die zu seit dem 16. Jahrhundert evangelischen Gebieten (Kurpfalz, Grafschaft Löwenstein-Wertheim, reichsritterschaftliche Herrschaften wie Adelsheim oder Rosenberg) gehörten, aber auch solche, die zu Kurmainz oder dem Hochstift Würzburg gehörten und in denen evangelische Gemeinden erst im 19. oder 20. Jahrhundert (wieder) entstanden.

## Kirchengemeinden
Der Kirchenbezirk Adelsheim-Boxberg gliedert sich in die folgenden 31 Kirchengemeinden:
| Kirchengemeinden      | zugehörige Pfarrgemeinden mit Filial- und Diasporaorten |
| --------------------- | --- |
| Adelsheim             | Stadtkirche Adelsheim, Jakobskirche, Evangelisches Gemeindehaus (Adelsheim) |
| Angeltürn             | Wehrkirche Angeltürn (auch Wehrkirche (Angeltürn)) |
| Bobstadt              | Evangelische St. Michaeliskirche (Bobstadt), Evangelischer Gemeindesaal (Bobstadt) |
| Bödigheim-Seckach     | Kreuzkirche (Bödigheim), Friedenskirche (Seckach), Flurkapelle, Evangelisches Gemeindehaus (Bödigheim)                                                                                     |
| Bofsheim              | Evangelische Kirche Bofsheim, Bürgersaal (Bofsheim) |
| Boxberg-Wölchingen    | Evangelische Kirche Wölchingen, bekannt als „Frankendom“, Evangelisches Gemeindehaus (Wölchingen)                                                                                          |
| Brehmen               | Evangelische Kirche (Brehmen), Pfarrstüble (Brehmen) |
| Buch                  | Evangelische Kirche (Buch), Evangelisches Pfarramt (Buch) |
| Buchen                | Evangelische Christuskirche (Buchen), Evangelisches Gemeindehaus (Buchen) |
| Dainbach              | Evangelische Kirche (Dainbach), Evangelischer Gemeindesaal (Dainbach) |
| Eberstadt             | Evangelische Kirche (Eberstadt), Evangelisches Gemeindehaus (Eberstadt) |
| Epplingen             | Evangelische Kirche (Epplingen) |
| Eubigheim             | Evangelische Kirche (Eubigheim), Evangelisches Gemeindehaus (Eubigheim) |
| Hardheim-Höpfingen    | Evangelische Kirche mit Gemeindezentrum (Hardheim), Evangelischer Gottesdienstraum im Rathaus (Höpfingen)                                                                                  |
| Hirschlanden          | Evangelische Kirche (Hirschlanden), Evangelisches Gemeindehaus (Hirschlanden) |
| Hohenstadt            | Evangelische Kirche (Hohenstadt), Evangelischer Gemeindesaal im ehemaligen Pfarrhaus (Hohenstadt)                                                                                          |
| Korb                  | Evangelische Kirche (Korb), Gemeinderaum im alten Schulhaus (Korb) |
| Leibenstadt           | Evangelische Kirche (Leibenstadt), Pfarrhaus (Leibenstadt) |
| Neunstetten-Krautheim | Evangelische Kirche Neunstetten, Evangelisches Gemeindehaus (Neunstetten), Haus der Evangelischen Kirche (Krautheim), Ökumenisches Gemeindezentrum in der Alten Kilianskirche (Assamstadt) |
| Osterburken           | Evangelische Kirche (Osterburken), die sogenannte Bergkirche, Evangelisches Gemeindezentrum (Osterburken)                                                                                  |
| Rosenberg-Sindolsheim | Evangelische Kirche (Rosenberg), Evangelisches Gemeindehaus (Rosenberg), Laurentiuskirche (Sindolsheim), Evangelisches Gemeindehaus (Sindolsheim)                                          |
| Ravenstein-Merchingen | Evangelische Kirche, Evangelisches Pfarrhaus, Evangelisches Gemeindehaus |
| Sachsenflur           | Evangelische Kirche (Sachsenflur), Evangelischer Gemeindesaal (Sachsenflur) |
| Schillingstadt        | Evangelische Kirche (Schillingstadt), Evangelisches Gemeindehaus (Schillingstadt) |
| Schüpfer Grund        | Evangelische Kirche Unterschüpf, Evangelische Kirche Oberschüpf, Evangelische Kirche (Lengenrieden)                                                                                        |
| Schwabhausen          | Evangelische Kirche (Schwabhausen), Evangelisches Gemeindehaus (Schwabhausen) |
| Schweigern            | Evangelische Kirche St. Michael (Schweigern), Evangelisches Gemeindehaus (Schweigern) |
| Sennfeld              | Evangelische Kirche (Sennfeld), Evangelisches Gemeindehaus (Sennfeld) |
| Uiffingen             | Evangelische Kirche (Uiffingen), Evangelisches Pfarrhaus (Uiffingen) |
| Walldürn              | Evangelische Kirche (Walldürn) |
| Windischbuch          | Evangelische Kirche (Windischbuch) |

## Ökumenische Zusammenarbeit
Es besteht eine ökumenische Zusammenarbeit mit den römisch-katholischen Dekanaten Tauberbischofsheim und Mosbach-Buchen, die sich zu großen Teilen mit dem Kirchenbezirk Adelsheim-Boxberg überschneiden.